# Dying is Your Latest Fashion
Dying Is Your Latest Fashion är post-hardcorebandet Escape the Fates första album, utgivet 2006 på Epitaph Records.

## Låtlista
1. "The Webs We Weave" - 2:53
2. "When I Go Out, I Want to Go Out on a Chariot of Fire" - 4:01
3. "Situations" - 3:07
4. "The Guillotine" - 4:32
5. "Reverse This Curse" - 3:40
6. "Cellar Door" - 4:35
7. "There's No Sympathy for the Dead" - 5:25
8. "My Apocalypse" - 4:43
9. "Friends and Alibis" - 4:10
10. "Not Good Enough for Truth in Cliche" - 3:51
11. "The Day I Left the Womb" - 2:24